# Nina Kessler
Nina Kessler (Breukelen, 4 luglio 1988) è una ciclista su strada e pistard olandese che corre per il team EF-Oatly-Cannondale. Attiva in formazioni UCI dal 2011, ha vinto il Diamond Tour 2017.

## Palmarès

### Strada
- 2016 (Lensworld-Zannata, una vittoria)

2ª tappa BeNe Ladies Tour (Sint-Laureins > Sint-Laureins)
- 2017 (Hitec Products, una vittoria)

Diamond Tour
- 2018 (Hitec Products, una vittoria)

Erondegemse Pijl

#### Altri successi
- 2019 (Team Tibco-Silicon Valley Bank)

Classifica scalatrici Tour of Chongming Island

### Pista
- 2013

Glasgow - Revolution (Glasgow), Corsa a punti
- 2015

Campionati olandesi, Americana (con Kirsten Wild)
- 2016

Campionati olandesi, Omnium
Campionati olandesi, Inseguimento a squadre (con Kelly Markus, Winanda Spoor e Vera Koedooder)
Campionati olandesi, Americana (con Kirsten Wild)
- 2017

Campionati olandesi, Americana (con Kirsten Wild)
- 2021

Campionati olandesi, Americana (con Marjolein van 't Geloof)

### Mountain bike
- 2018

Egmond - Pier - Egmond
- 2019

Campionati europei Beachrace
- 2022

Campionati olandesi Beachrace
- 2023

Campionati olandesi Beachrace

## Piazzamenti

### Grandi Giri
- Giro d'Italia

2014: 113ª
2016: 98ª
2022: 69ª
2023: 89ª
2024: non partita (6ª tappa)
- Tour de France

2023: 94ª
- Vuelta a España

2023: non partita (5ª tappa)

### Competizioni mondiali
- Campionati del mondo su strada

Valkenburg 2012 - Cronosquadre: 9ª
Toscana 2013 - Cronosquadre: 10ª
Bergen 2017 - Cronosquadre: 9ª
- Campionati del mondo su pista

Gand 2006 - 500 metri a cronometro Junior: 18ª
Gand 2006 - Velocità Junior: 23ª

### Competizioni europee
- Campionati europei su pista

Fiorenzuola d'Arda 2005 - Keirin Junior: 6ª
Saint-Quentin-en-Yvelines 2016 - Americana: 3ª